# Pfühlbach (Neckar)
Der Pfühlbach ist ein fast 7 Kilometer langer und rechter Zufluss des Neckars in Heilbronn im nördlichen Baden-Württemberg. Er wird in seinem Oberlauf Köpfer genannt und durchfließt das bewaldete und traditionell als Naherholungsgebiet genutzte Köpfertal, dessen Uferweg mit Köpferbrunnenanlage der Verschönerungsverein Heilbronn im 19. Jahrhundert angelegt hat. Nach seinem Austritt aus dem Wald passiert der Pfühlbach dann den Trappensee und den Pfühlpark und ist anschließend auf seinem weiteren Weg durch das Stadtgebiet bis zur Mündung in den Neckar verdolt.

## Geographie

### Verlauf
Der Pfühlbach entsteht als Köpferbach unten am Nordosthang des Schweinsberges im Heilbronner Waldgewann Saubuckel. Er fließt seine ersten drei Kilometer in nördlicher Richtung durch das waldbestandene und seit 1985 als Naturschutzgebiet ausgewiesene Köpfertal, vorbei an der dortigen Köpferbrunnenanlage und einem 0,4 ha großen Rückhaltebecken und gelangt dann nach weniger als zwei Kilometern an die Flurgrenze, wonach der Heilbronner Ehrenfriedhof an seinem rechten Hang liegt. Nach etwa drei Kilometern unterquert er die K 9550 Heilbronn–Untergruppenbach-Donnbronn und erreicht den Trappensee (0,6 ha), ab dem er Pfühlbach genannt wird. Hier mündet von rechts ein oberflächlich gewässerloses Tal aus Südosten in das seine, und er knickt nach Westen ab. Bald durchzieht er den Pfühlpark der Großstadt, wo er einen weiteren See von 0,5 ha Fläche speist, um dann am Parkende in einer Dole zu verschwinden und nun unterirdisch weiterzulaufen, zunächst unter der Schillerstraße, dann unter der Gartenstraße, Geschwister-Scholl-Straße, dem Berliner Platz, der Turmstraße und zuletzt unterhalb des Heilbronner Eisstadions. Nach insgesamt 6,7 km eines erst nördlichen, dann durch die Stadt westlichen Laufs mündet der Pfühlbach gegenüber der Heilbronner Schwaneninsel von rechts in den Neckar.

### Einzugsgebiet

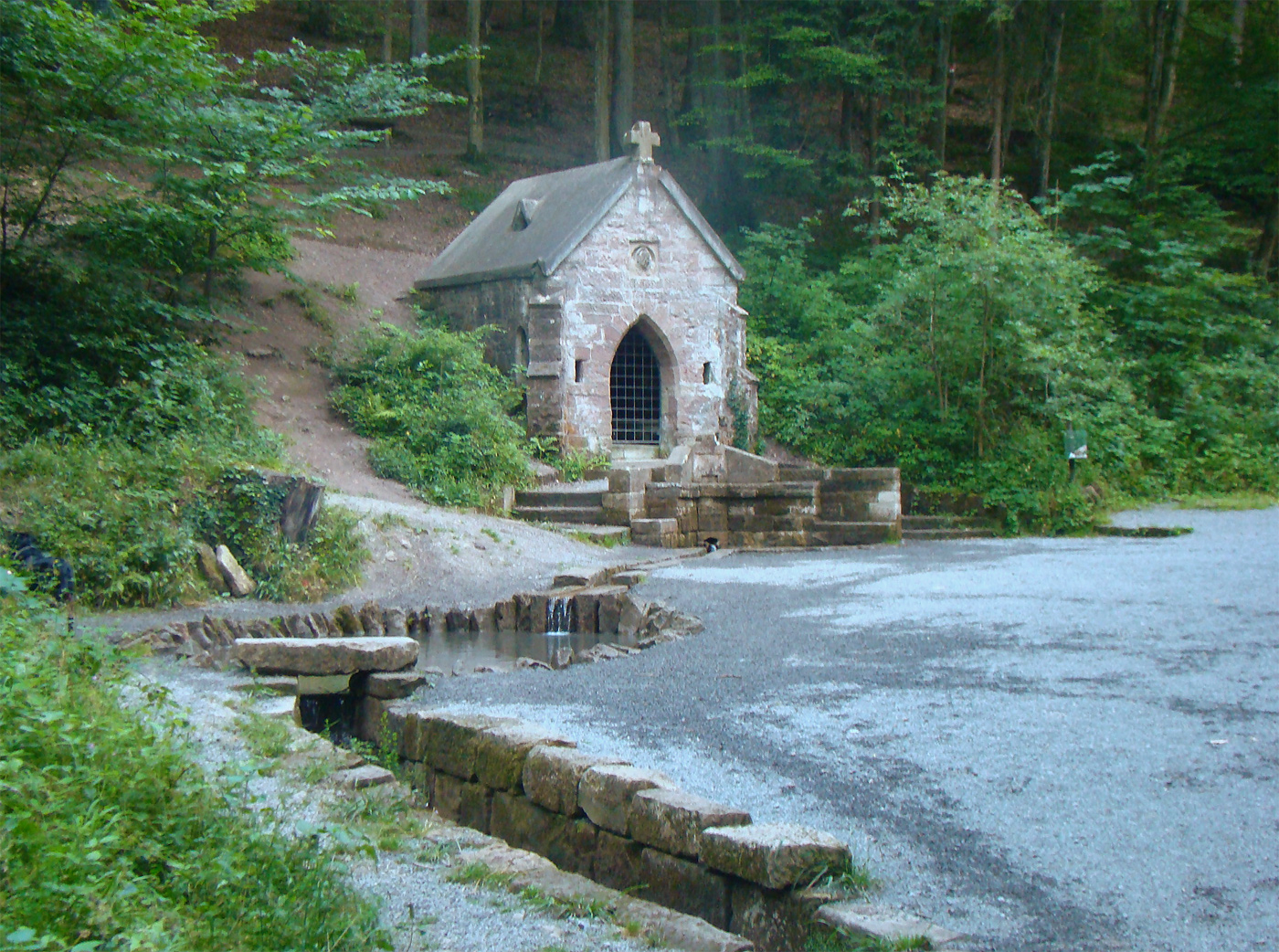
Köpferbrunnenanlage

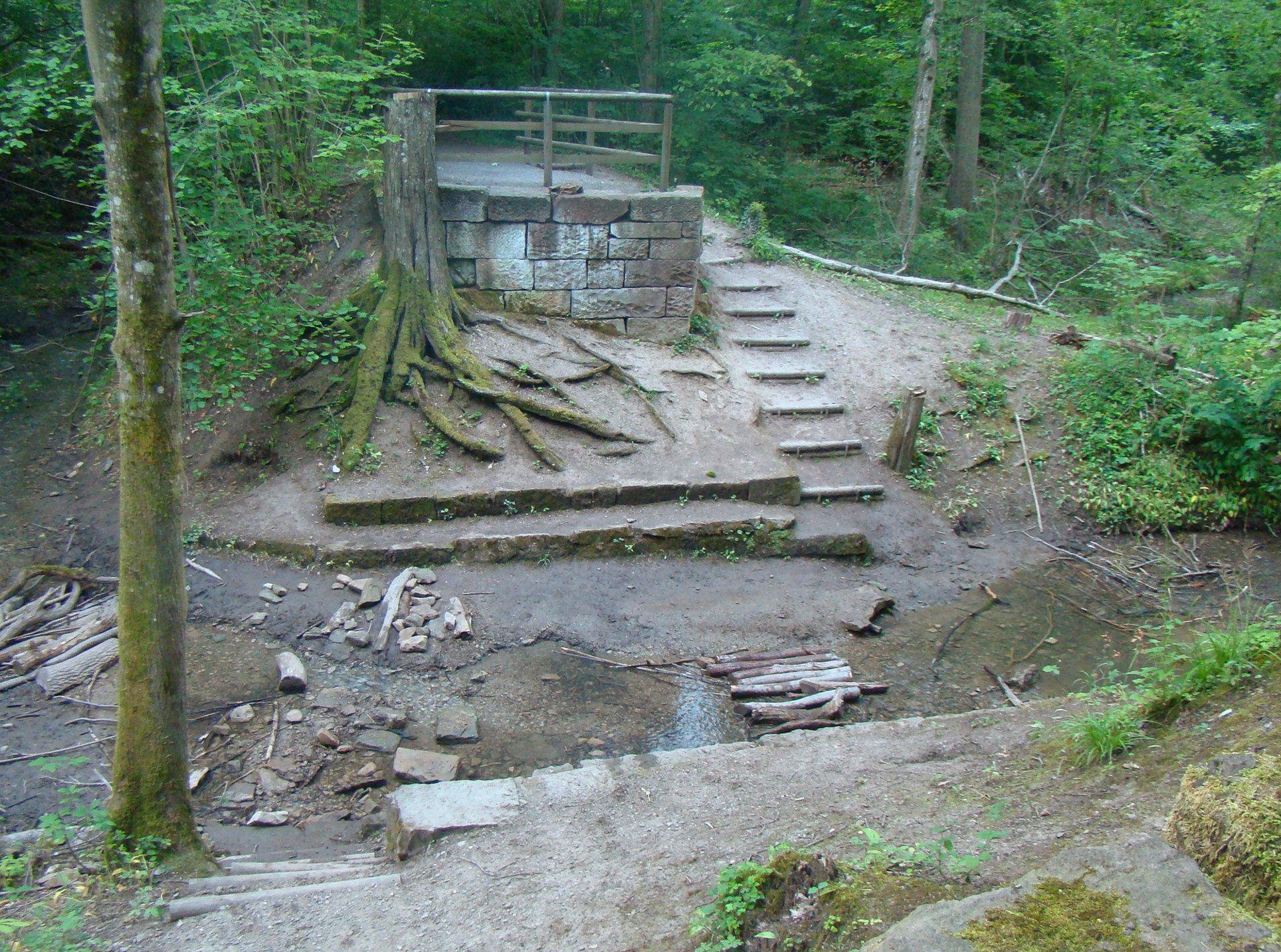
Alte Brückenköpfe im unteren Köpfertal, nahe der Köpferbrunnenanlage

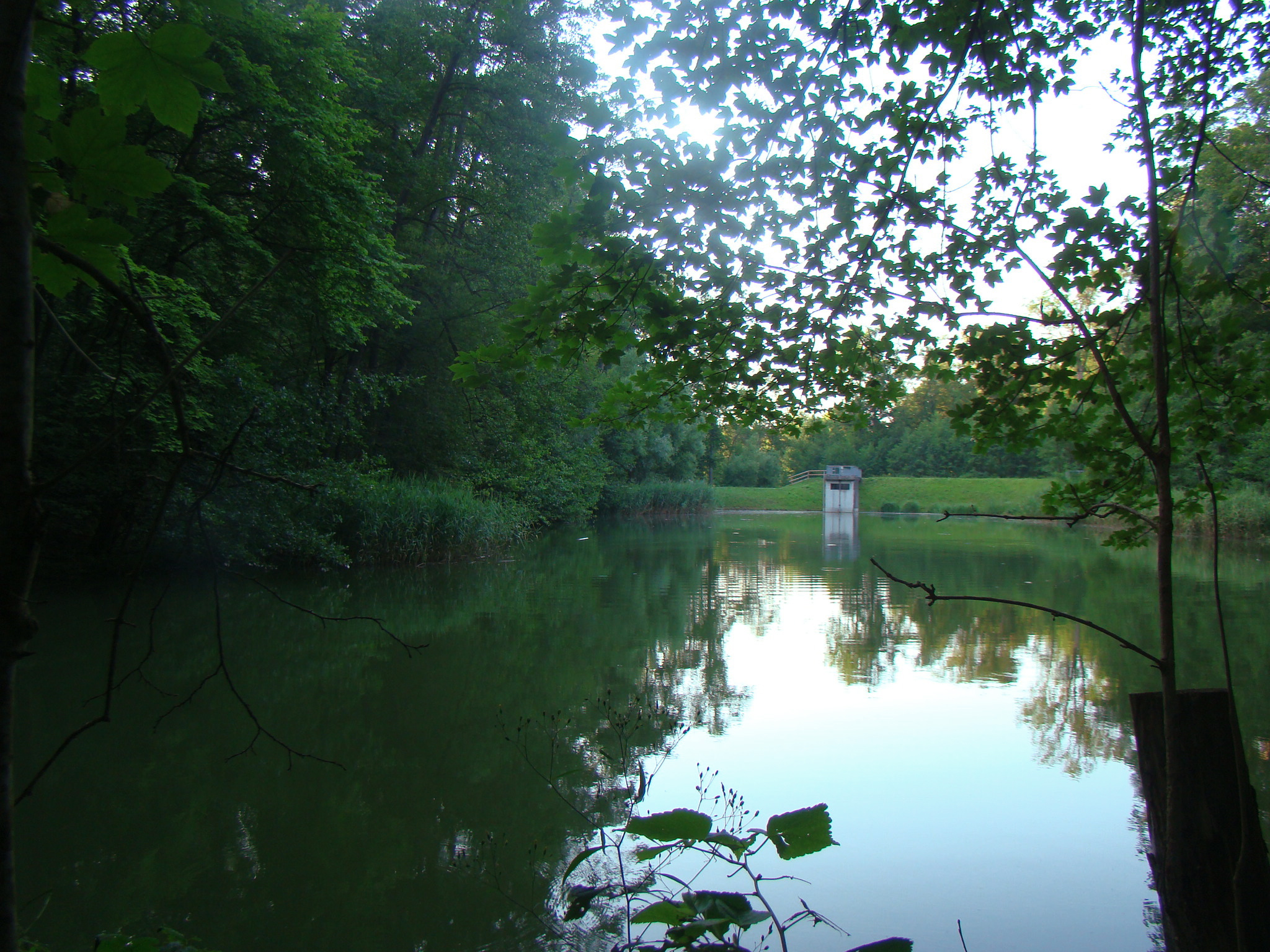
Köpfer-Rückhaltebecken

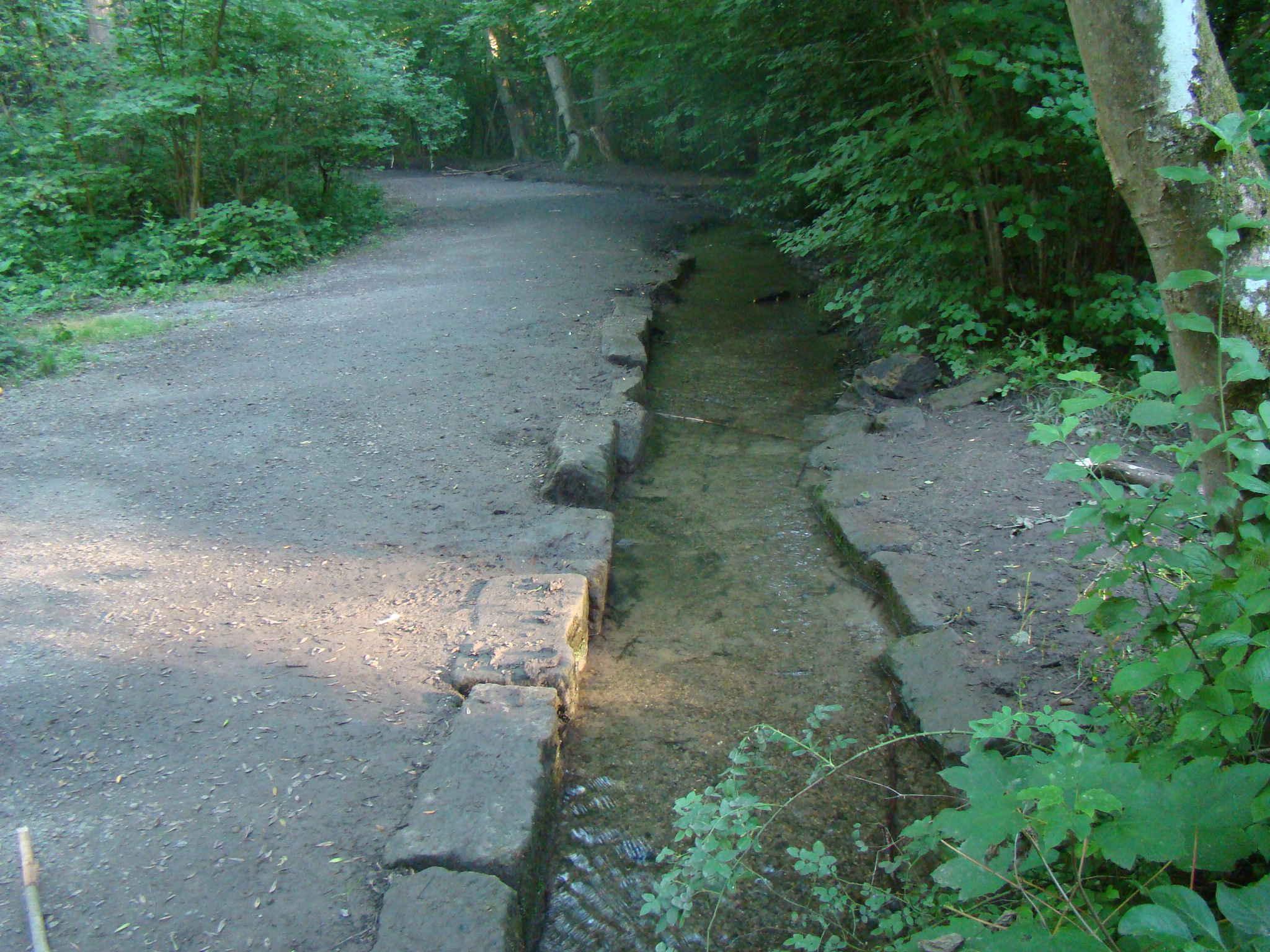
Unteres Köpfertal, nahe dem Trappensee, das Bachufer ist mit Sandsteinen zum begleitenden Weg hin befestigt

Der Pfühlbach hat ein Einzugsgebiet von 10,9 km². Es grenzt im Norden an das des Breitenlochgrabens, im Nordosten und Osten jenseits der Wasserscheide des Galgenbergs entwässert der Weinsberger Stadtseebach nach Nordwesten zur Sulm, im Südosten und Süden konkurrieren der nach Süden zur Schozach verlaufende Untergruppenbacher Gruppenbach und vor allem dessen rechter Zufluss Donnbronner Bach, im Südwesten der Fleiner Bucherngraben zum Deinenbach und auf längerer Strecke der größtenteils verdolte Cäcilienbach direkt zum Neckar.

## Geschichte
In geschichtlicher Zeit floss der Bach nicht wie heute auf seinem verdolten Abschnitt geradewegs längs der Trasse der Schillerstraße nach Westen, sondern machte einen Bogen etwa 500 m weiter nach Norden bis über die heutige Pestalozzistraße hinaus in Richtung Sülmer Tor, vgl. die Karte im Artikel Mönchsee. Sein heutiges nördliches Nachbargewässer Breitenlochgraben, das unterhalb des Weinsberger Sattels entsteht und heute verdolt auf der Linie Orthstraße–Wartbergstraße–Sichererstraße heranfließt, muss ihm deshalb damals von rechts zugeflossen sein.
Das Köpfertal am Oberlauf des Pfühlbachs ist seit dem 19. Jahrhundert eines der am intensivsten zur Naherholung genutzten Gebiete am Stadtrand von Heilbronn. Die Uferbefestigungen und die ganz oder teilweise erhaltenen Brücken im Abschnitt zwischen Köpferbrunnenanlage und Trappensee gehen auf den Verschönerungsverein im 19. Jahrhundert zurück. Im unteren Bereich des Köpfertals hatten sich viele Anrainer Fischteiche und ähnliches angelegt und der Verschönerungsverein benötigte 16 Jahre für den Erwerb der Grundstücke zum Bau des Uferwegs. Der Köpfer-Uferweg verbindet die Wege zum Schweinsbergturm, zum Gaffenberg und zur Uhlandslinde mit dem Trappensee und der Jägerhaussteige sowie einigen weiteren traditionellen Ausflugszielen.
Der Stausee wurde 1935 vom Reichsarbeitsdienst angelegt und war damals das größte Rückhaltebecken im Stadtgebiet. Man versuchte, Schwäne auf dem See anzusiedeln, aber die schattige Lage ließ dies nicht zu. Der See wurde dann an einen Fischereiverein verpachtet, der den See regelmäßig abließ und von Schlamm befreite. In jüngerer Zeit wurde das Rückhaltebecken vergrößert und modernisiert.
Im relativ weiten Talabschnitt zwischen Köpferbrunnenanlage und Trappensee hielten über Jahrzehnte die Teilnehmer der Jugendfreizeiten im Waldheim auf dem Gaffenberg Geländespiele ab und stauten den Bach mit improvisierten Dämmen an. Das wesentlich engere obere Köpfertal oberhalb der Köpferbrunnenanlage ist mit dem steilen Bachlauf an moos- und farnbewachsenen, tief eingeschnittenen Geländekanten von jeher landschaftlich idyllischer. Die fragilen Moose und Farne litten jedoch unter der Belastung durch Ausflügler und Jugendfreizeiten. Die intensiven Eingriffe in das Köpfertal endeten 1985 mit dessen Ausweisung als Naturschutzgebiet.
Die Verdolung des Unterlaufs des Pfühlbachs begann im Januar 1936 mit dem Abschnitt vom Pfühlbrunnen zur Mörikestraße.
Am Abend des 4. Dezember 1944 flog die Royal Air Force einen verheerenden Luftangriff auf Heilbronn. Rund 6.500 Menschen starben und über 60 % des Stadtgebietes wurden zerstört. Zwei Tage später begann man den Bau des Ehrenfriedhofs im Köpfertal; dort wurden rund 5.000 Tote in Massengräbern beigesetzt.

### LUBW
Amtliche Online-Gewässerkarte mit passendem Ausschnitt und den hier benutzten Layern: Lauf und Einzugsgebiet des Pfühlbachs

Allgemeiner Einstieg ohne Voreinstellungen und Layer: Daten- und Kartendienst der Landesanstalt für Umwelt Baden-Württemberg (LUBW) (Hinweise)
1. ↑  Höhe nach dem Höhenlinienbild auf dem Hintergrundlayer Topographische Karte.
2. ↑  Der Layer Gewässernetz (AWGN) legt den Ursprung an den Zusammenfluss zweier nach dem Hintergrundlayer Topographische Karte nur intermittierend fließender Quelläste, unterhalb dessen er aber dem letzteren zufolge zunächst auch weiterhin nicht dauerhaft Wasser führt. Der längste und zugleich höchste dieser für die Länge unberücksichtigten beiden Quelläste entsteht der Topographischen Karte auf etwa 331 m ü. NN, nur etwa 200 m nordöstlich des Funkturms auf dem Schweinsberg; mit ihm hinzugenommen verlängerte sich der Lauf um weniger als 300 Meter.
3. ↑  Länge nach dem Layer Gewässernetz (AWGN).
4. ↑  Einzugsgebiet nach dem Layer Basiseinzugsgebiet (AWGN).
5. 1 2 3  Seefläche nach dem Layer Stehende Gewässer.
6. ↑  Die zwei anhand des Höhenlinienbildes der TK25 im östlichen Stadtbereich erkennbaren Talmulden laufen in der Gegend von Nordstraße und Wartbergstraße / Kleiststraße zusammen.

### Andere Nachweise
1. ↑  Josef Schmithüsen: Geographische Landesaufnahme: Die naturräumlichen Einheiten auf Blatt 161 Karlsruhe. Bundesanstalt für Landeskunde, Bad Godesberg 1952. → Online-Karte (PDF; 5,1 MB)
2. ↑  Modellierte Werte nach Abfluss-BW Gewässerknoten MQ/MNQ
3. ↑  Karte Weg des Pfühlbachs im Untergrund nach Angaben der Stadt Heilbronn in: Carsten Friese: Pfühlbach freilegen? Stadt sagt vielleicht. In: Heilbronner Stimme. 2. Februar 2014.
4. ↑  www.heilbronn.de/koepfertal.html
5. ↑  Susanne Schlösser: Chronik der Stadt Heilbronn (= Veröffentlichungen des Archivs der Stadt Heilbronn. Band 39). Band IV: 1933–1938. Stadtarchiv Heilbronn, Heilbronn 2001, ISBN 3-928990-77-2, S. 231.